# Corrado Rollero
Corrado Rollero (Sestri Levante, 5 novembre 1969 – 2 marzo 2000) è stato un pianista, compositore e poeta italiano.

## Biografia
Dopo aver incominciato a studiare il pianoforte a sette anni, con il nonno materno, due anni dopo incontra Franco Trabucco, che continuerà a essere il suo insegnante fino al diploma, che sosterrà al Conservatorio Niccolò Paganini di Genova nel 1988, riportando la votazione di 10 decimi, con lode e menzione. Continua la sua formazione all'École normale Alfred Cortot di Parigi, con Marian Riobisky e all'Accademia Chigiana con Michele Campanella e Joaquín Achúcarro. Frequenta anche dei masterclasses con András Schiff e Sergio Marengoni.
La carriera di pianista lo ha portato a suonare a Parigi, Berlino, Francoforte, Dublino, Praga, Atene, Ginevra, San Pietroburgo, Bruxelles, Zurigo, Berna, Lione, Vaduz, Varsavia, Tokyo. Nei suoi concerti da solista sono da annoverare i concerti eseguiti con orchestre come l'Orchestra della Radio Polacca, l'Orchestra dell'Accademia Nazionale di Santa Cecilia, l'Orchestra del Teatro alla Scala, l'Orchestra della Tonhalle di Zurigo, l'Orchestre de la Suisse Romande di Ginevra, l'Orchestra di Padova e del Veneto. Ha effettuato numerose registrazioni radiofoniche e televisive.

## Premi
- 1981: 1º premio al Concorso di Stresa;
- 1981: 1º premio Concorso Milani di Savona;
- 1986: Grand Prix Bosendorfer di Bruxelles;
- 1990: 4º posto ex aequo (1º posto non assegnato) al Concorso pianistico internazionale Frédéric Chopin di Varsavia;
- 1993: 3º premio al concorso Robert Schumann a Zwickau;
- 1994: Concorso Pianistico Internazionale Ferruccio Busoni di Bolzano;
- 1994: Concorso Micheli di Milano;
- 1994: Concorso Arturo Benedetti Michelangeli di Desenzano;
- 1995: 10º posto al Concorso Regina Elisabetta di Bruxelles (Concours Musical International Reine Elisabeth de Belgique);
- 1997: Concorso Guardian di Dublino (Dublin International Piano Competition);
- 1997: 1º premio al Concorso pianistico internazionale Géza Anda di Zurigo;
- 1997: 1º premio al Concorso pianistico "Clara Schumann" di Dusseldorf.